# Onward (Lokomotive)

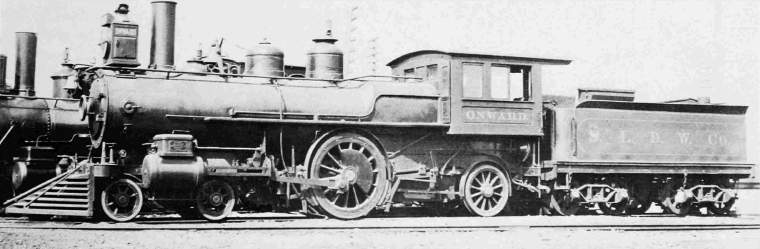
Swinerton-Lokomotive Onward

Die Dampflokomotive Onward erwies sich wegen ihrer vieleckigen Antriebsräder als Fehlkonstruktion. Sie wurde 1887 von den Hinkley Locomotive Works in Boston für die Swinerton Locomotive Driving Wheel Company gebaut.

## Geschichte
Hinkley Locomotive Works in Boston lieferten die ungewöhnliche Lokomotive 1887 an die Swinerton Locomotive Driving Wheel Company in den U.S.A., die sie erwartungsvoll auf den Namen Onward (‚Vorwärts‘) taufte. Ihre einzigartige Besonderheit war, dass sie unrunde, polygonale Antriebsräder hatte. Der Firmengründer, C. E. Swinerton, hatte spezifiziert, dass beide Antriebsräder regelmäßige 118-eckige Polygone mit ebenso vielen Kanten sein sollten, mit jeweils einer Kantenlänge von 2 Zoll (50,8 mm) Länge. Er wollte damit zeigen, dass ein Linienkontakt an den Schnittpunkten eine bessere Adhäsion erzeuge als der Punktkontakt eines kreisrunden Rades. Dies war allerdings nicht der Fall, da sich selbst Stahl unter hohem Druck so verformt, dass auch ein rundes Rad eine Flächenpressung erzeugt.
Die Lokomotive der Bauart 2’A1’ hatte nur einen Treibradsatz. Diese Bauart war anderswo schon lange unüblich, weil sie eine schlechte Adhäsion hat, wurde aber hier wohl gewählt, um die vermeintlichen Vorteile der unrunden Räder deutlicher zu demonstrieren. Die Onward wurde auf mehreren Bahnlinien im Nord-Osten der USA probegefahren, zeigte aber insbesondere wegen der enormen Vibrationen und des Verschleißes keine Vorteile, sodass praxiserfahrene Eisenbahner nicht überzeugt werden konnten.

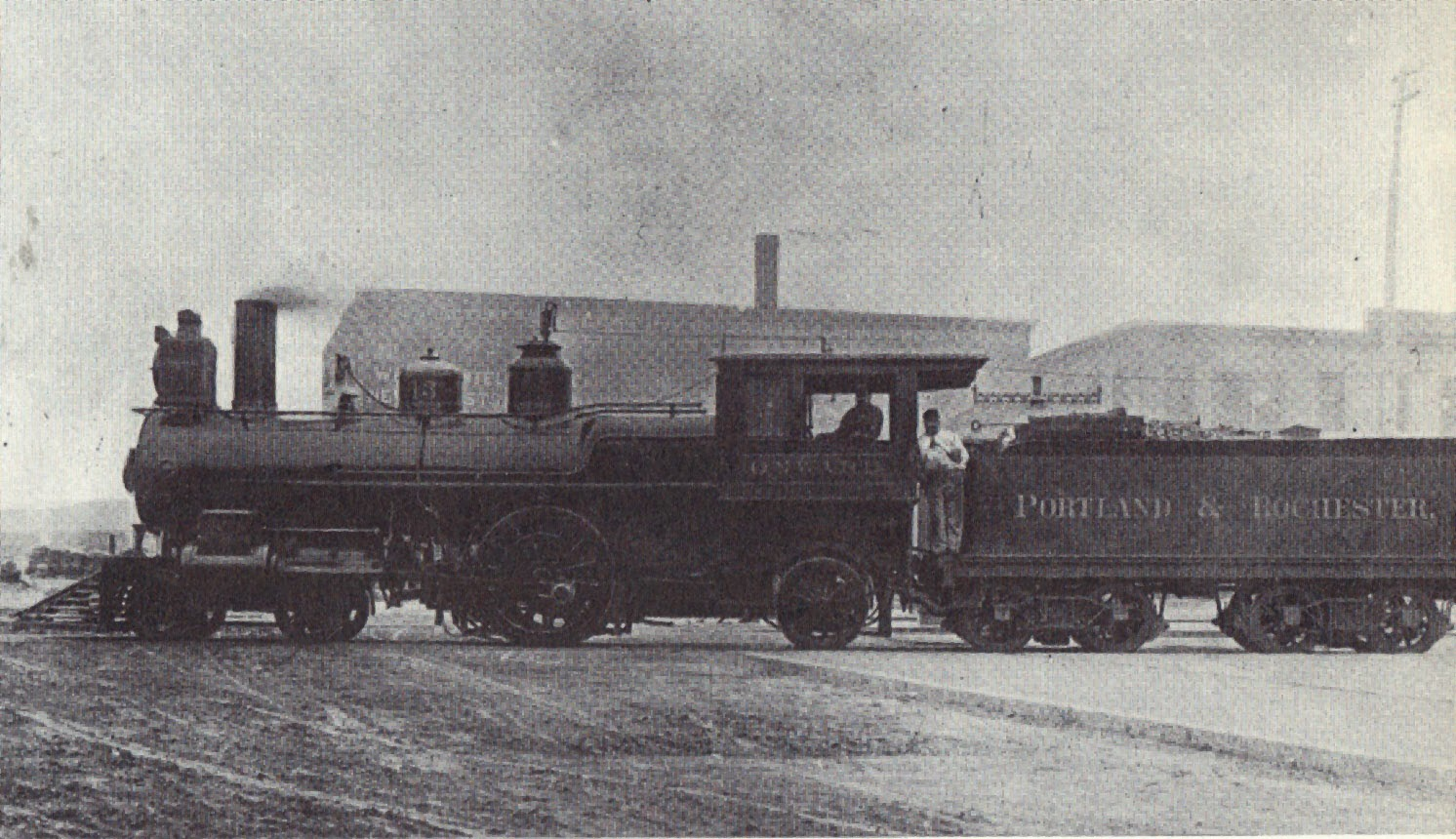
Die Onward mit runden Rädern bei der Portland and Rochester Railroad

Die Lokomotive wurde an die Portland and Rochester Railroad verkauft, nachdem die vieleckigen Räder gegen konventionelle runde ausgetauscht worden waren. Einige Jahre nach dem Kauf sandte P & R die Lok in die Manchester Locomotive Works, um sie auf die übliche Achsfolge 2’B umbauen zu lassen. Sie wurde 1905 verschrottet.